# Кайзерталь

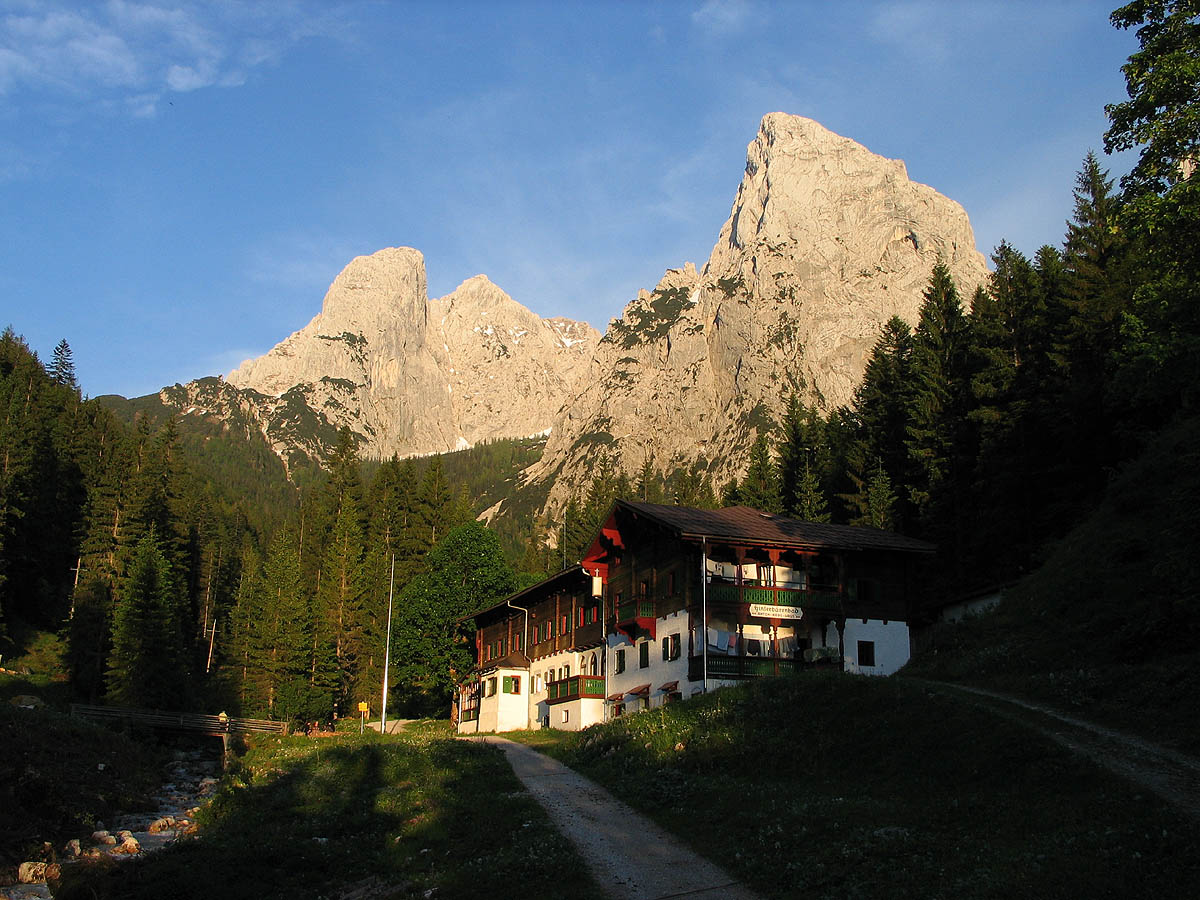
Горный приют Anton-Karg-Haus

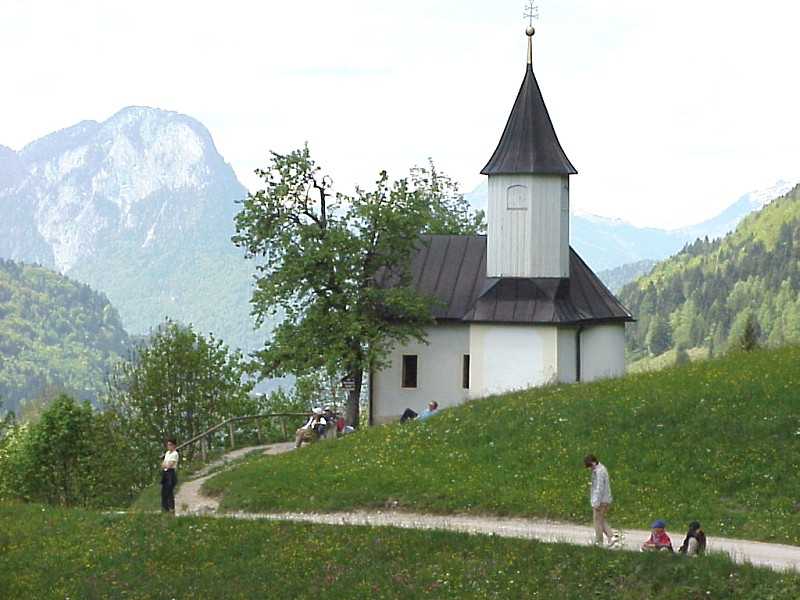
Часовня

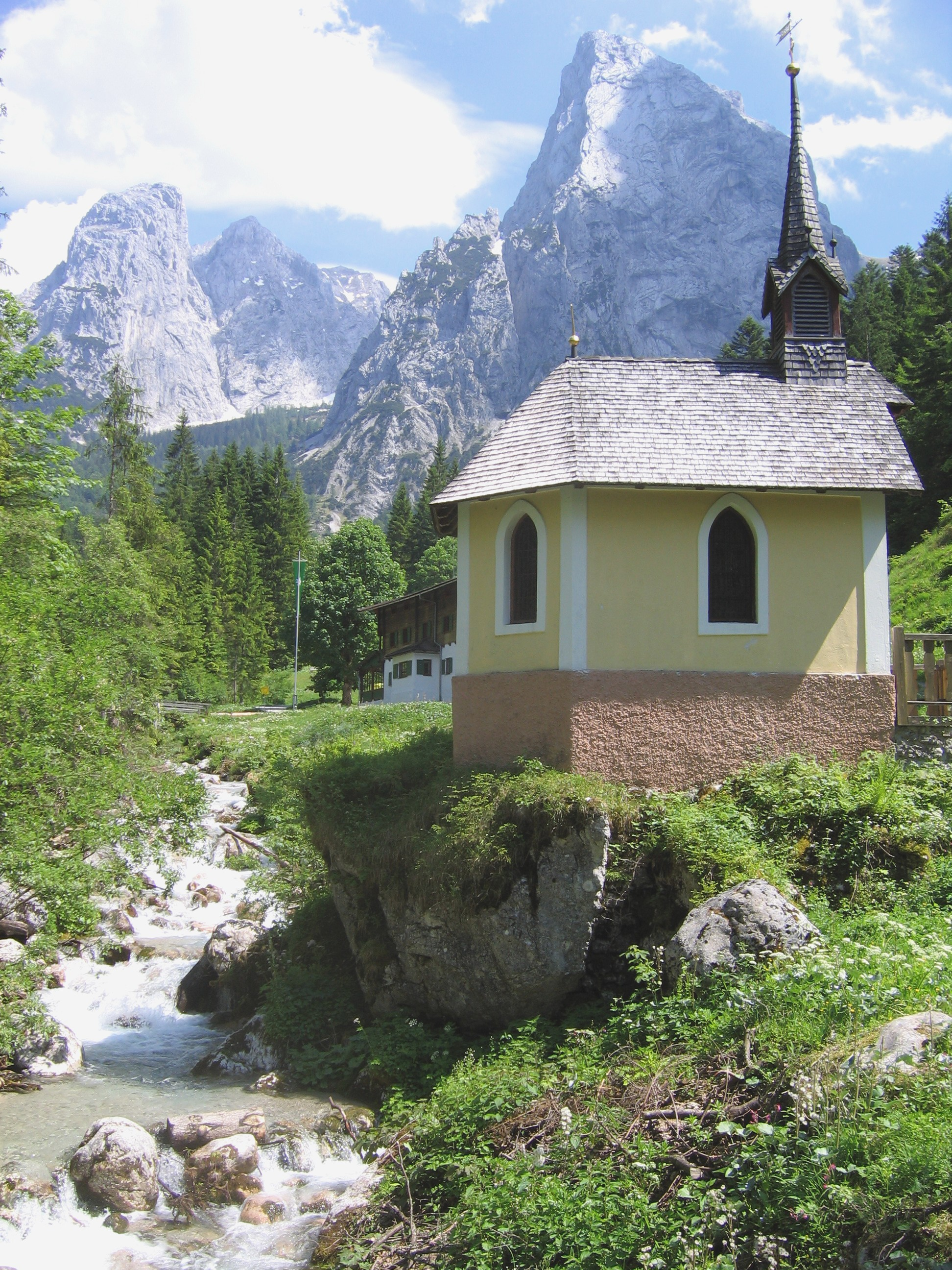
Часовня, горы и ручей

Кайзерталь (нем. Kaisertal) — небольшой населённый пункт в австрийских Альпах, население — около 30 человек. Административно входит в состав посёлка Эббс. Основа экономики — туризм. В Кайзертале имеется горный приют Anton-Karg-Haus (небольшая гостиница) на тридцать гостей.
До недавнего времени Кайзерталь находился в географической изоляции — единственной связью посёлка с внешним миром была деревянная лестница, имеющая 280 ступенек (что примерно соответствует высоте двенадцати этажей).
Для решения транспортной проблемы было решено построить тоннель через гору. Работы по строительству тоннеля начались в мае 2006 года, и к марту 2007 года тоннель был практически достроен (за исключением обделки). Длина тоннеля — 820 метров. Цена проекта — девять миллионов долларов.
Ещё в процессе строительства выяснилось, что тоннель, помимо своих очевидных благ, вызывает у жителей деревни и некоторые опасения. Многие думали, что после того, как Кайзерталь перестанет быть географически изолированным, деревня может стать жертвой массового наплыва туристов. В итоге администрация района приняла парадоксальное решение — разрешить проезд по тоннелю только местным жителям. Тоннель был оборудован автоматическими воротами, которые открываются только при помощи специальных карточек, выдаваемых жителям Кайзерталя и близлежащих посёлков.